# Otero-épület
Az Otero-épület (spanyolul Edificio Otero) a kolumbiai Cali belvárosának egyik műemléke. Korábban szállodaként is használták, ma a BBVA bank működik benne.

## Története
Az 1922 és 1926 között, Emiliano Otero ötlete alapján, Rafael Borrero és Francisco Ospina tervei szerint épült Otero-épület volt Cali első vasbeton szerkezetű építménye. Felépítése nagyban hozzájárult ahhoz, hogy a Borrero y Ospina tervező- és építőiroda a korszak egyik legjelentősebb helyi cégévé váljon, és ahhoz, hogy a korábbi, gyarmati stílusú épületek helyett a modern technológiákat alkalmazó struktúrák kezdjenek elterjedni Caliban. Ezt az új stílust nevezik „kreol barokk”-nak. Bár később a hasonló stílusú épületek közül többet lebontottak, és ennek is ezt a sorsot szánták, a városlakóknak sikerült elérniük, hogy az Otero-épületet 1977-ben műemlékké nyilvánítsák és így megmeneküljön. A 20. század végére elhagyatottá vált, de néhány évvel az ezredforduló után felújították: a munkálatok 600 m² irodát, valamint a belső és külső homlokzatok 2200 m²-es területét érintették.
Az 1980-as évek elején az épületben az úgynevezett Diners Club működött. 1984. december 3-án 7:30 és éjfél között három elkövető 9 nőt és 2 férfit gyilkolt meg itt, további öt embert megsebesítettek, valamint másfél millió pesót is elraboltak. Kettejüket, a 18 éves Luis James Rodríguezt és a 21 éves Jaime Serrano Santibáñezt (aki a klub korábbi, de elbocsátott munkatársa volt) két napon belül elfogták, de harmadik társuk, a 23 éves Francisco Antonio Ruiz eltűnt. Az elfogottakat 30 év börtönre ítélték, de jó magaviseletük miatt ennek csak valamivel több mint felét kellett letölteniük.

## Leírás
Az épület a belváros főtere, a Cayzedo tér keleti oldalán, közvetlenül a Nemzeti Palota déli szomszédságában áll. Stílusa eklektikus, historizáló: 19. századi francia stílusok ihlették, megjelennek rajta reneszánsz és barokk elemek is. Falai az épületet övező utcák vonala miatt nem derékszöget zárnak be, ennek ellenére nagyjából téglalap alaprajzú. Sarkát, ahol a főbejárat található, és amely fölött kis, kerek ablakokkal díszített kupola magasodik, ferde szögben „levágták”. A háromszintes, de mégis hosszan elnyúló épület tömzsiségének ellensúlyozására díszítésében a függőleges irányú vonalak dominálnak. A keskeny ablakok a középső szinten magasabbak, a felső szinten alacsonyabbak.

## Képek

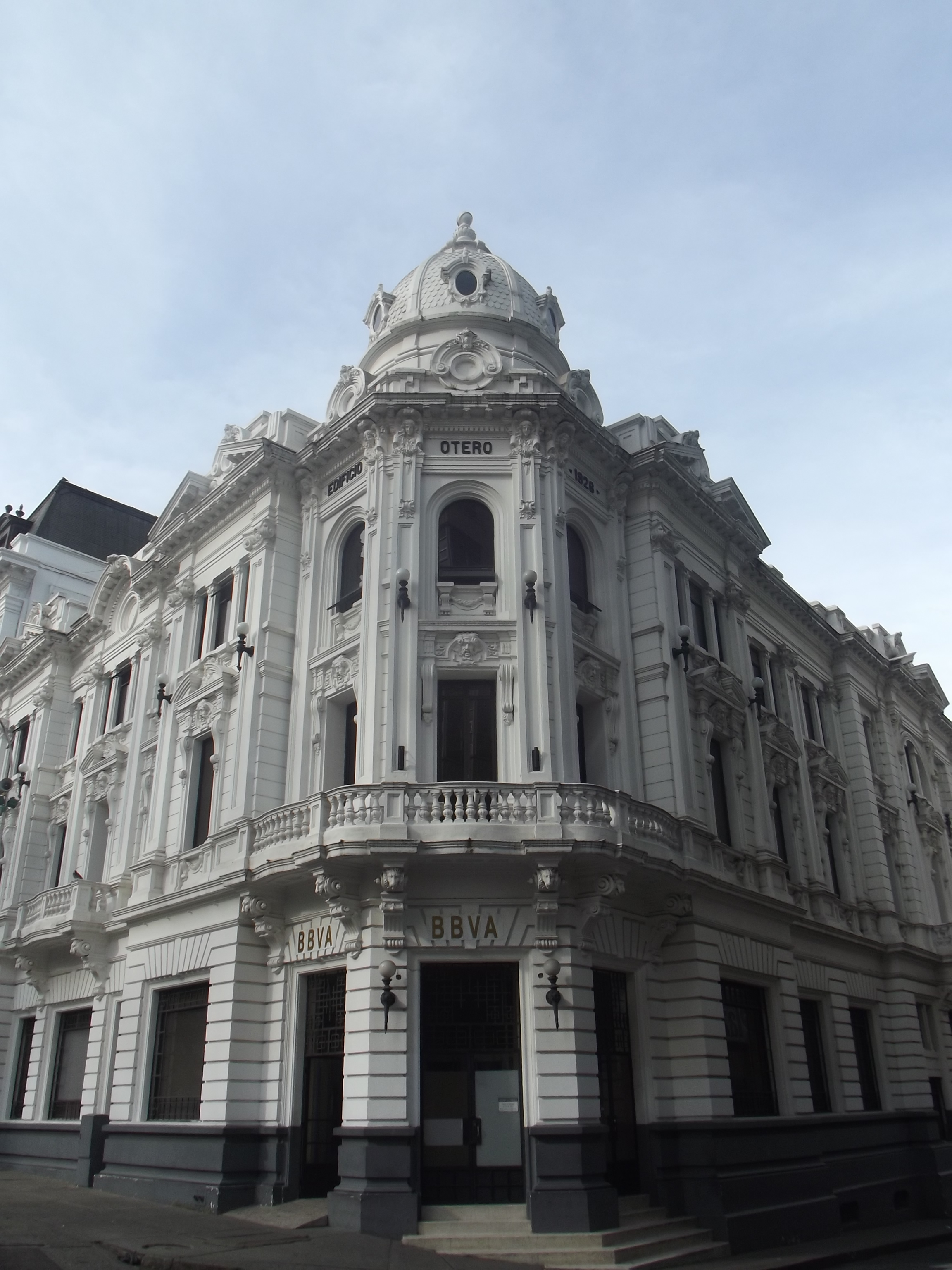
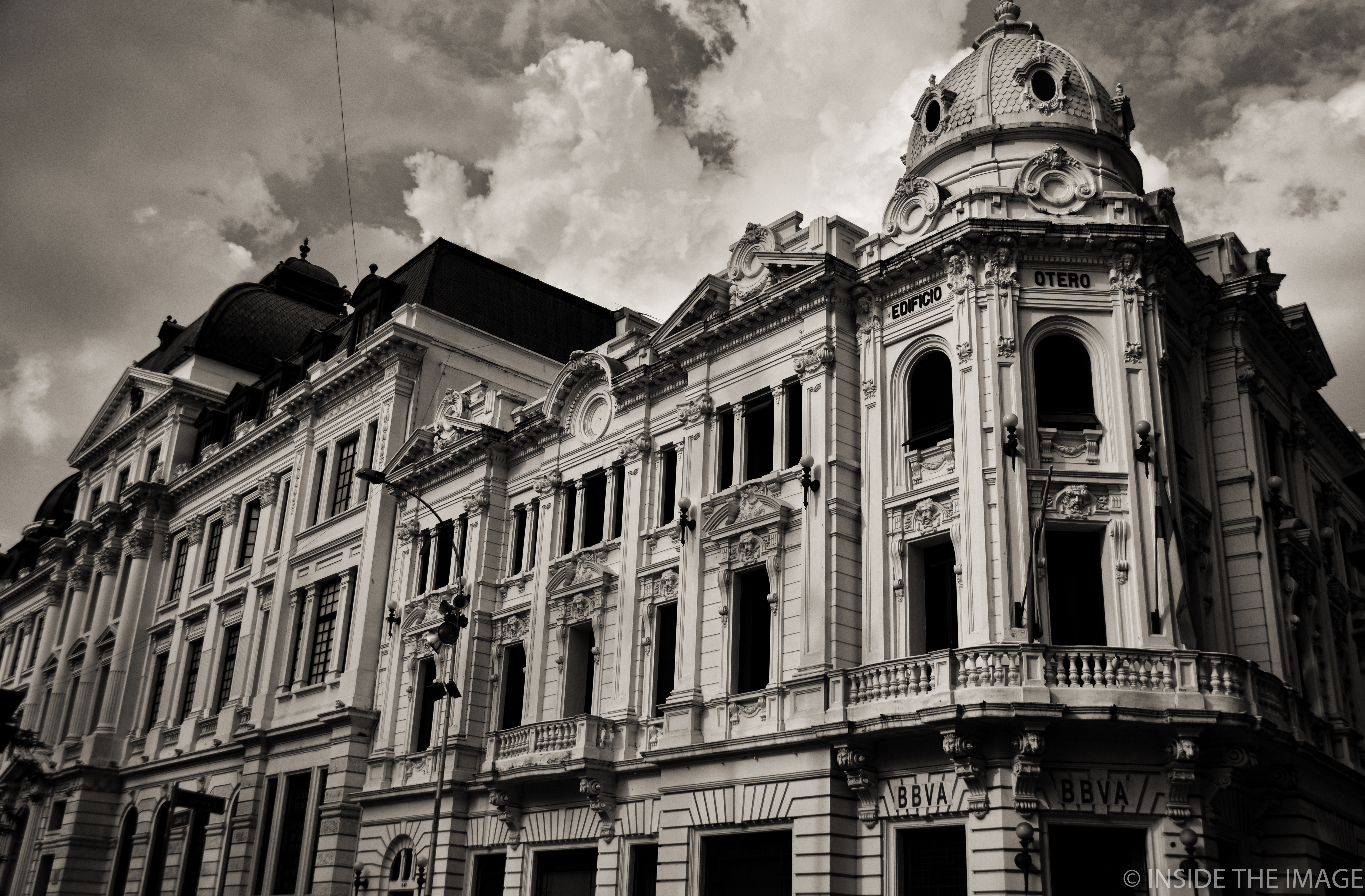
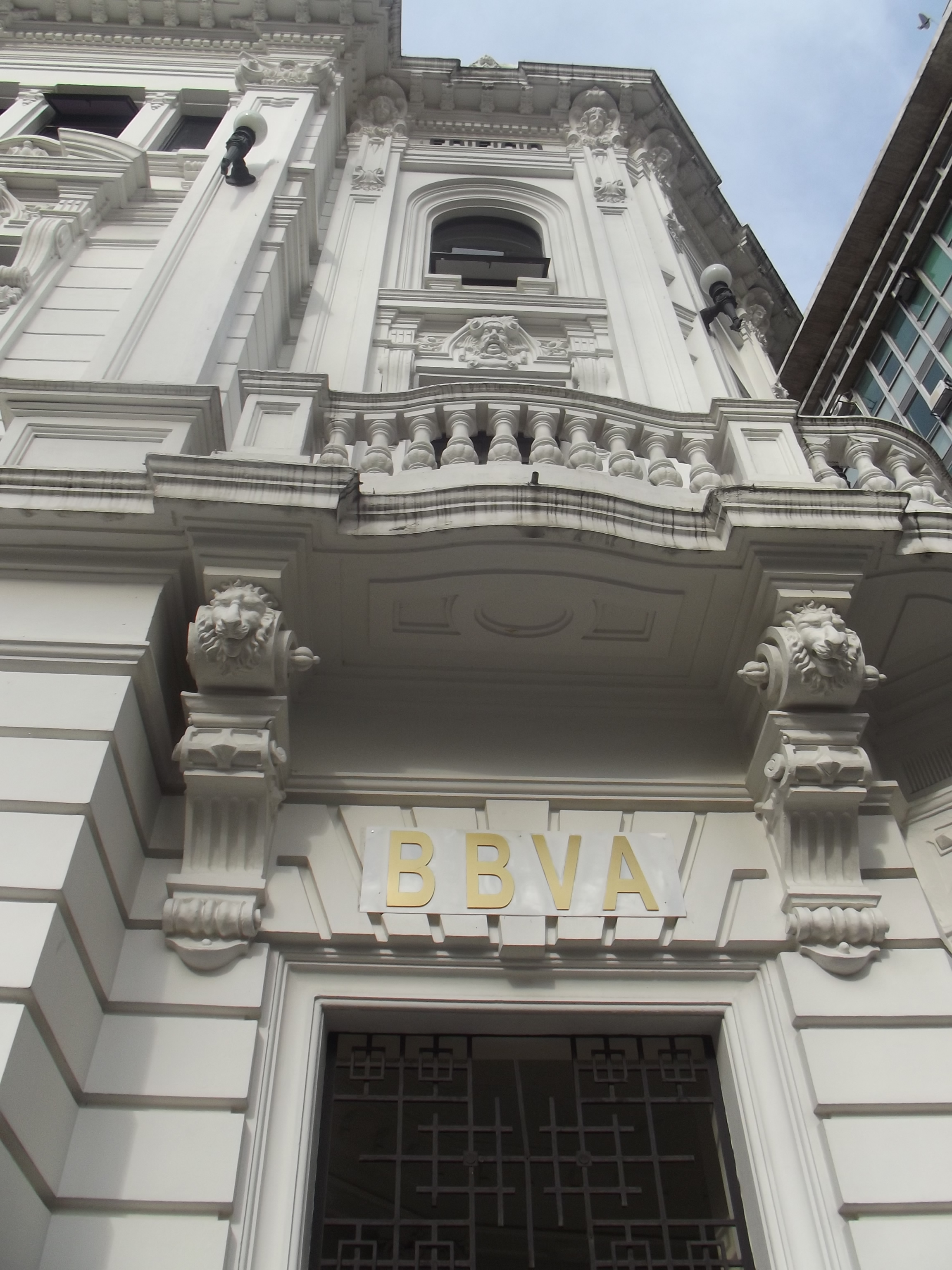
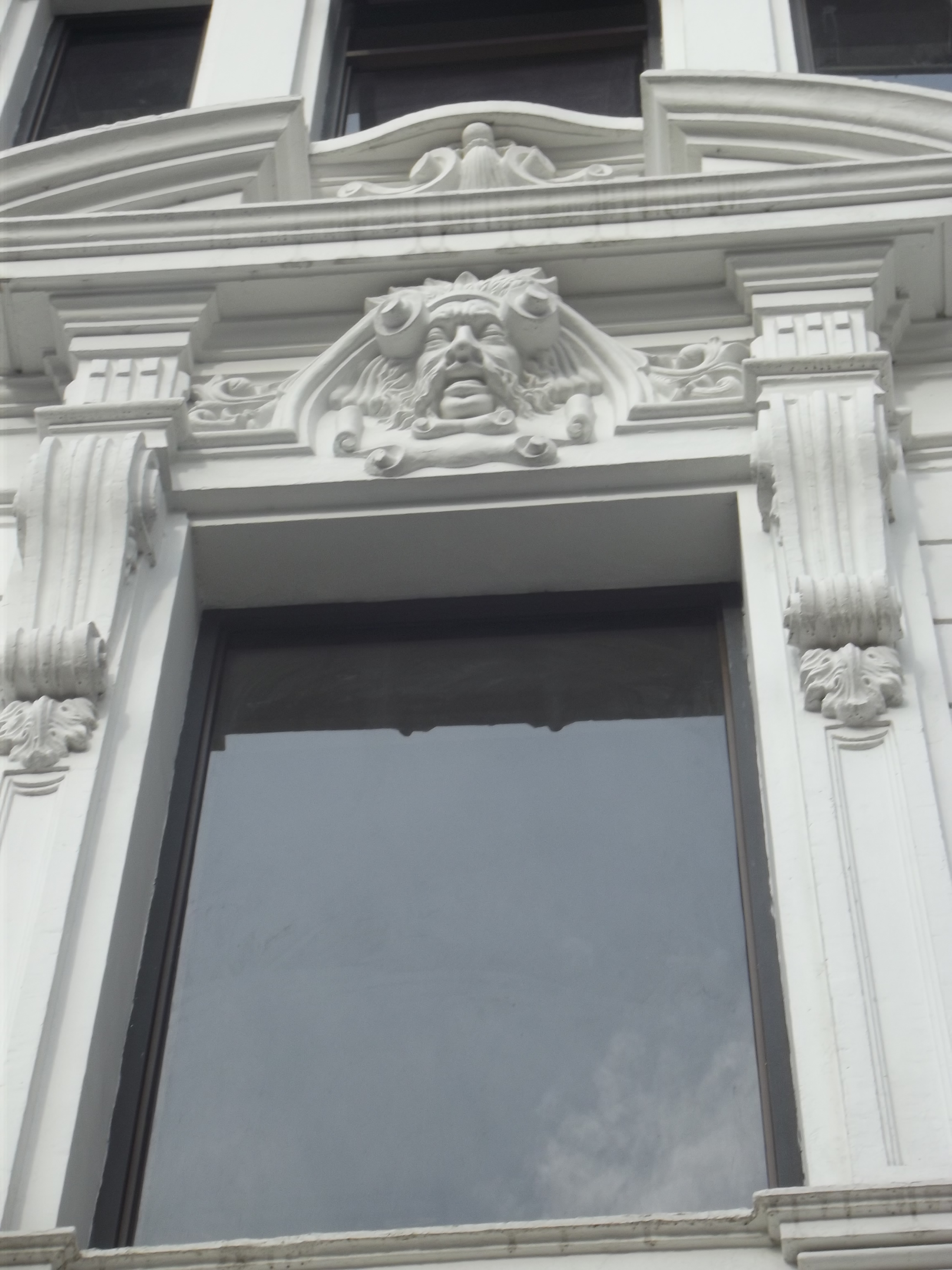